# Eduard Müller-Hess
Eduard Müller-Hess, före 1882 Müller, född den 14 april 1853 i Berlin, död den 9 juli 1923 i Bern, var en tysk-schweizisk indolog. 
Müller-Hess anställdes av brittiska regeringen i "The archaeological survey" på Ceylon, där han ledde utgrävningar 1878-1880, samt blev professor 1883 i Cardiff och 1886 i Bern. Han var särskilt verksam som utgivare av palitexter, som "Dhammasangani"  (1888), "Paramatthadipani" (1894) och "Atthasalim" (1897).
Bland Müller-Hess skrifter märks Dialekt der Gathas des Lalitavistara (1874), Beiträge zur Kenntniss des Jainaprakrits (1876), Ancient Inscriptions of Ceylon (1883), A simplified Grammar of the Pali Language (1884), länge den bästa paligrammatiken.